# المای علیا
المای علیا (المای بالا) نام روستایی در دهستان ارشق شمالی بخش ارشق شهرستان مشگین‌شهر استان اردبیل است. براساس سرشماری مرکز آمار ایران در سال ۱۳۸۵، جمعیت آن ۱۶۹ نفر (۳۶ خانوار) بوده‌است.